# Sankarpura
Sankarpura (en népalais : सकरपुरा) est un comité de développement villageois du Népal situé dans le district de Saptari. Au recensement de 2011, il comptait 4 379 habitants.